# Little Gidding
Little Gidding, composto e pubblicato nel 1942, è il quarto dei Quattro quartetti, opera del poeta e critico statunitense T. S. Eliot. Venne successivamente ripubblicato nel 1943, insieme ad altre tre analoghe composizioni create dal 1935 al 1942 (Burnt Norton, East Coker, The Dry Salvages), in un unico libro.
Fu pubblicato nel settembre 1942 dopo un rinvio di oltre un anno a causa dei raid aerei tedeschi sulla Gran Bretagna durante la Seconda guerra mondiale e della cattiva salute di Eliot. Il poema combina le immagini del fuoco e della Pentecoste per sottolineare la necessità della purificazione. Secondo Eliot, la comprensione frammentata del senso della vita e l'allontanamento da Dio da parte dell'umanità portano come conseguenza ad un ciclo di guerre continue, ma questo potrebbe essere evitato se si riuscisse ad imparare le lezioni del passato. Nel poema, il narratore incontra un fantasma che è una combinazione di vari poeti e figure letterarie. Little Gidding mette a fuoco l'unità del passato, del presente e del futuro, e afferma che la conoscenza di questa unità è necessaria per la salvezza.

## Introduzione
In seguito al completamento del terzo poema dei Quartetti, The Dry Salvages, la salute di Eliot ebbe un declino ed egli si fermò nel villaggio di Shamley Green, nel Surrey, per ristabilirsi. Durante questo periodo, Eliot iniziò a scrivere Little Gidding. La prima bozza venne completata nel luglio 1941 ma egli non ne era soddisfatto. Credeva che i problemi del poema riguardassero la sua incapacità di scrivere e che, costretto ad affrettarsi dal pericolo costante causato dai frequenti raid aerei su Londra, avesse iniziato il poema senza sufficiente preparazione e scrivendolo troppo in fretta. Perciò, dopo aver scritto la prima bozza, la mise da parte e partì a settembre per un ciclo di conferenze da un capo all'altro della Gran Bretagna.
Dopo che furono passati diversi mesi senza che riprendesse in mano la poesia, Eliot cominciò a sentire la necessità di finirla; non fu prima dell'agosto 1942, tuttavia, che tornò a lavorarci. In totale, ci furono cinque bozze. La poesia venne terminata il 19 settembre 1942 e fu pubblicata sull'edizione di ottobre del New English Weekly. Nell'intenzione di Eliot Little Gidding doveva concludere la serie dei Quattro quartetti, riassumendo le idee e le immagini espresse in tutti e quattro i poemi.
L'ultimo dei quattro quartetti è ispirato a Little Gidding, un villaggio dell'Huntingdonshire, famoso per la comunità religiosa che vi fu fondata nel 1626 da Nicholas Ferrar, somigliante per molti aspetti alla comunità francese di Port-Royal, a cui era molto legato Blaise Pascal. Il re d'Inghilterra Carlo I la visitò una prima volta nel 1633, ripassandovi nel 1646 mentre era in fuga dalle truppe di Oliver Cromwell, che in seguito soppresse la comunità. Eliot visitò Little Gidding nel 1936 insieme a H. F. Stewart, che era un noto studioso di Pascal, rimanendo fortemente colpito dalla storia e dagli ideali della comunità che aveva vissuto in quel luogo.
A differenza delle altre località menzionate nei titoli degli altri tre poemi, Eliot non aveva nessuna relazione o collegamento diretto con la comunità che aveva vissuto a Little Gidding. Pertanto, si suppone che tale comunità possa rappresentare simbolicamente un qualsiasi raggruppamento religioso.

## Struttura

### I tempo
Il primo tempo è suddiviso in tre parti distinte, la prima delle quali riprende il tema dello sconvolgimento delle stagioni, già presentato nel secondo tempo di East Coker, ampliandolo e approfondendone la visione estatica. Si tratta della "primavera di mezzo inverno", che è "una stagione a parte, / sempiterna, benché fradicia d'acqua poco prima del calare del sole. / sospesa nel tempo, tra il polo ed il tropico.". È stata da alcuni riscontrata una somiglianza con l'associazione visionaria tra le stagioni meteorologiche e quelle spirituali già presente all'inizio della Waste Land, e in effetti il linguaggio estatico che legge e sente gli eventi naturalistici in chiave interiore è assai simile in entrambi i componimenti.
Viene descritta un'altra illuminazione improvvisa, in cui le parole apparentemente legate agli eventi meteorologici risuonano ben al di là del senso letterale: "Il breve sole incendia il ghiaccio, su stagni e fossi, / nel freddo senza vento che è il calore del cuore, / riflettendo in uno specchio acquoso un riverbero che acceca nel primo pomeriggio." Il significato interiore si fa ancora più chiaro nei versi seguenti, in cui uno "splendore più intenso" del fuoco "agita lo spirito ottuso: non vento, ma fuoco di Pentecoste / nel tempo oscuro dell'anno.". Appare qui il riferimento alla discesa del fuoco dello Spirito Santo nella Pentecoste, intendendo con ciò un risveglio ormai del tutto spirituale, a causa del quale "tra il disgelo ed il gelo / la linfa vitale dell'anima trema". Tutto avviene in modo misterioso e contrario alle leggi del tempo, come un'improvvisa fioritura nel momento che sembra il meno adatto, trovandoci noi ancora nel mezzo della stagione invernale, immersi nell'oscurità e avvolti dal gelo: si rivela qui l'estraneità di ciò che è eterno alle leggi ed ai meccanismi del tempo. Questa prima parte termina con il poeta che si chiede dove e quando avrà luogo l'estate dello spirito, il momento in cui l'azione vera avrà inizio: "Dov'è l'estate, l'inimmaginabile / ora X dell'estate?".
Nella seconda parte del primo tempo Eliot introduce l'immagine del pellegrinaggio, richiamando il ricordo della sua visita al villaggio di Little Gidding nel mese di maggio del 1936 e rivivendo nella memoria "la voluttuosa dolcezza" delle siepi "bianche di nuovo, in maggio", per la neve che ancora le ricopriva. Il poeta afferma che non fa differenza venire in questo luogo "di notte, come un re disperato" (è un richiamo alla sosta nel 1646 del re Carlo I d'Inghilterra, in fuga dopo la sconfitta nella battaglia di Naseby contro l'esercito del Parlamento guidato da Oliver Cromwell), o "di giorno, senza sapere per che cosa si è venuti", giungendo infine davanti alla facciata insignificante della piccola chiesa, vicino alla pietra tombale dove riposano i resti di Nicholas Ferrar.
Il motivo per il quale si è giunti non ha importanza, in quanto esso "è solo il guscio, la buccia di un significato / il cui scopo appare solo quando si è adempiuto.". Eliot dichiara qui che lo scopo del pellegrinaggio è qualcosa che va oltre l'immaginazione di chi si mette in cammino, ed una volta raggiunto, avviene un cambiamento nelle persone.
In conclusione di questa seconda parte il poeta elenca alcuni luoghi da lui giudicati "alla fine del mondo", nel senso che sono visti come delle "porte" tra il tempo e l'eternità: l'isola di Iona nelle isole Ebridi Interne al largo della Scozia occidentale, "alle fauci del mare", in cui l'eremita San Columba fondò un monastero, quella di Lindisfarne al largo della costa del Northumberland, dove si ritirò San Cutberto, il "lago scuro" di Glendalough nella contea del Wicklow in Irlanda, dove San Kevin fondò un eremo, il deserto della Tebaide in un distretto dell'Alto Egitto con capoluogo la città di Tebe, dove visse Sant'Antonio abate, e infine la città di Padova, luogo dove visse l'altro Sant'Antonio. Ma questo luogo, il luogo dove il poeta è stato, è il più vicino, "nello spazio e nel tempo, / ora e in Inghilterra.".
Nella terza parte Eliot intuisce il profondo significato del pellegrinaggio e del luogo a cui si perviene, affermando che qualunque siano il motivo e la strada che si percorre per giungervi, alla fine "sarebbe sempre lo stesso: voi dovreste spogliarvi / del senso e della ragione.". Non si giunge in questo posto per indagare, per studiare, per soddisfare una mera curiosità o per scrivere una relazione. Si è qui solo per un motivo: "inginocchiarsi / dove la preghiera è stata valida.". Inizia qui una breve riflessione sulla preghiera, che il poeta afferma essere ben di più che una sequenza di parole, o un'attività cosciente della mente, o peggio ancora il suono della voce che recita delle formule. Essa è qualcosa di ineffabile, al punto che i componenti della comunità del villaggio, morti da molti secoli, "da vivi non trovavano le parole", ma ora possono spiegare che cos'è la vera preghiera: "la comunicazione / dei morti è avvolta in lingue di fuoco al di là del linguaggio dei vivi.".
Il tempo si conclude con l'intuizione che questo è un luogo in cui l'eternità si interseca con il tempo, e viene evocata ancora una volta la "via della notte oscura" di San Giovanni della Croce, con il percorso per negazioni e contrari: "Qui, l'intersezione del momento senza tempo / è l'Inghilterra e nessun luogo. Mai e sempre.".

### II tempo
“Il fuoco vive nella morte dell'aria e l'aria nella morte del fuoco, L'acqua vive nella morte della terra e la terra nella morte dell'acqua”. Questo frammento di Eraclito è all'origine dell'ispirazione delle prime tre strofe del secondo tempo, in cui Eliot descrive con immagini forti e incisive la morte dei quattro elementi, richiamando temi già presentati negli altri quartetti.
Il poeta analizza in dettaglio ciò che costituisce la fine di ciascun elemento, e anzitutto ricorda “il giardino delle rose”, ora bruciate, con un richiamo al primo tempo di Burnt Norton, evocando poi la polvere che vaga nell'aria dove un tempo vi fu una casa (allusione ai bombardamenti di Londra durante la Guerra Mondiale, di cui Eliot stesso fu testimone), dove una storia ebbe fine, dove non resta che “il muro, un rivestimento di legno, e il topo” (allusione all'inizio di East Coker). “La morte della speranza e della disperazione, / questa è la morte dell'aria."
Viene poi il tempo dell'alluvione e della siccità, “sugli occhi e nella bocca”; il senso del discorso si fa quindi più interiore, e “acqua morta e sabbia morta / si contendono il primato” (vi è un riferimento al primo tempo di The Dry Salvages). Le profondità della terra, in cui inutilmente gli uomini hanno scavato, ormai prosciugate, sterili, secche, “ridono senza allegria. / Questa è la morte della terra.”.
Infine viene il tempo dell'acqua e del fuoco, che divorano “città, pascoli ed erbacce”, che “deridono il sacrificio che noi abbiamo rinnegato” e distruggeranno “le fondamenta marce che noi abbiamo dimenticato, / del santuario e del coro”: un'allusione all'abbandono da parte dei nostri antenati (e di noi dopo di loro) dell'umiltà e dell'appartenenza “a un altro, o ad altri, o a Dio”, come detto nel secondo tempo di East Coker. “Questa è la morte dell'acqua e del fuoco.”.
Inizia ora la seconda parte del tempo, in rima quasi dantesca, con un tentativo da parte di Eliot di rievocare lo spirito dell'Inferno di Dante, riproducendo lo stile ed il linguaggio realistico e concreto di Dante. Del resto, a questo proposito si può dire che il poeta ha strutturato tutti i quartetti secondo delle simmetrie di derivazione dantesca (il secondo tempo diviso in due parti, prima in poesia e poi in prosa, il terzo tempo sempre centrato sul movimento, ecc.).
Questa seconda parte è una meditazione sulla precarietà della vita di ciascuno, che la guerra in corso al momento della composizione del quartetto (siamo nel 1942) sottolinea in modo particolarmente drammatico, come quando il fuoco distruttore degli incendi provocati dai bombardamenti aerei gli evoca una visione infernale.
Accade "nell'ora incerta prima del mattino / sul finire della notte interminabile, / alla fine ricorrente di ciò che non ha fine", quando il bombardiere nemico è tornato alla sua base lasciando le rovine delle case distrutte crepitanti di metallo arroventato sull'asfalto. Eliot definisce l'aereo nemico "oscura colomba con la lingua fiammeggiante", un'immagine che evoca la potenza di distruzione e di morte propria del fuoco in congiunzione coll'oscurità, cioè con la notte, simbolo del nulla, oscurità e fuoco che vengono visti cadere dall'alto in un impeto devastatore incontenibile. La stessa immagine tornerà anche nel quarto tempo del quartetto, con un senso però completamente opposto, rivelando in una vera e propria coincidentia oppositorum il duplice significato, materiale e spirituale, del fuoco, distruttore e apportatore di morte e nello stesso tempo purificatore e generatore di vita.
In questo scenario veramente infernale, Eliot incontra tra le macerie di una Londra devastata dalle bombe un uomo che cammina, “adagio e in fretta”, come spinto dal vento. Dopo un'attenta osservazione il poeta crede di riconoscere in lui "lo sguardo di un maestro morto / conosciuto, dimenticato, in parte ricordato, / uno e molti". Proprio quest'ultimo verso ha reso assai dubbia l'identificazione del “maestro” in questione; l'intero episodio allude chiaramente all'incontro di Dante con Brunetto Latini nell'Inferno, ma le affermazioni successive del maestro ricordano anche i pensieri di Milton o di Mallarmé; la critica è giunta alla conclusione che questa persona è in realtà un insieme di personaggi famosi di tutti i tempi, come Dante, Brunetto, Arnaut Daniel, Virgilio, Milton, Mallarmé, Henry James. Tutta la scena ha un che di surreale, al punto che il poeta perde addirittura la cognizione di sé stesso: "Io ero ancora lo stesso, / mi conoscevo, eppure ero qualcun altro". Il poeta ed il personaggio misterioso camminano insieme, trascinati dal vento, "troppo estranei l'uno all'altro per non intendersi", uniti da un momento di “intersezione” tra il tempo e l'eternità, "in cui ci si incontra in nessun luogo, senza prima né poi", e insieme procedono in mezzo ai morti provocati dal bombardamento. Il poeta chiede al maestro e compagno di strada di ricordargli chi era, ma quegli risponde che non ha più importanza chi è stato, né contano più le cose che ha detto. Tutto ciò ora è passato, e anche gli scritti del poeta passeranno, e la sola cosa da chiedere per entrambi è il perdono da parte dei posteri. Ma ora il maestro ha scoperto delle nuove parole, che mai prima aveva immaginato di dire, ha ritrovato delle strade che pensava perdute per sempre, quando si occupava solo di parole e si preoccupava di purificare il linguaggio delle genti, presumendo di poter fare delle previsioni sul futuro.
A questo punto il maestro inizia a descrivere le varie fasi dell'invecchiamento e della morte, in cui un po' per volta si perde il contatto con il mondo materiale e si entra in una dimensione molto diversa, in cui le cose hanno diverso significato e valore, a coronamento degli sforzi di una vita intera. "Anzitutto il freddo contatto dei sensi moribondi / senza incanto, senza promesse da offrire" mentre l'anima e il corpo iniziano il loro reciproco distacco. "Poi la conscia impotenza della rabbia / per la follia degli uomini" e il riso lacerante per ciò che ormai non è più fonte di divertimento. "Infine la pena di rivedere / tutto ciò che hai fatto e sei stato; la vergogna dei motivi di un tempo svelati, e la consapevolezza / di cose fatte male e compiute a danno di altri / che un tempo tu ritenevi esercizio di virtù. / Il plauso degli sciocchi ferisce, gli onori ricevuti sono una macchia." Il pentimento è perciò il momento più importante nel passaggio dal tempo all'eternità: è importante riconoscere gli errori commessi, e ammettere l'insignificanza di ciò che in apparenza sembrava così importante.
Il maestro termina il suo discorso affermando che “lo spirito esasperato procede di sbaglio in sbaglio” finché non intervenga a reintegrarlo “il fuoco purificatore / nel quale devi muoverti in cadenza, come un danzatore.”. Quest'ultimo verso richiama l'episodio dantesco di Brunetto Latini per la danza del fuoco, quello di Arnaut Daniel per il fuoco purificatore.
Allo spuntare dell'alba, lo spirito del maestro lascia il poeta nella strada devastata dalle bombe, “con un vago commiato, / e dileguò al risuonare del corno.”. La sparizione dello spirito del maestro ricorda l'episodio del fantasma del padre di Amleto, che si dilegua al canto del gallo, mentre il corno, che in molti poeti come per esempio Apollinaire è stato associato alla malinconia, qui è anche un richiamo alla sirena che segnala la fine del bombardamento ed il cessato allarme.

### III tempo
Il terzo tempo riprende il discorso iniziato nel primo, rievocando la “siepe” del villaggio di Little Gidding, che a sua volta richiama l'immagine del "giardino delle rose" in Burnt Norton, con la differenza che mentre nel primo quartetto si alludeva al luogo immaginato, sognato, estatico, dell'impossibilità, qui invece vi è la consapevolezza di una concreta possibilità.
Il poeta confronta tre diversi atteggiamenti possibili nei confronti delle cose e delle persone: l'attaccamento, il distacco, e, “proprio in mezzo a loro l'indifferenza / che somiglia loro come la morte somiglia alla vita, trovandosi tra due vite”. Il poeta distingue con forza l'indifferenza dal distacco, definendo quest'ultimo atteggiamento "non meno amore, ma espansione / d'amore oltre il desiderio, e così liberazione / dal futuro come dal passato.". Viene qui espressa la convinzione di Eliot che il distacco, lungi dal separare dalle cose e dalle persone amate, proietta l'amore in una dimensione eterna, altra rispetto al mutevole scorrere del tempo, e rende l'amore ancora più intenso e forte, oltre che libero dai condizionamenti contingenti. Una breve riflessione sulla storia, che “può essere servitù, / può essere libertà” si interseca con la riflessione sull'amore; quest'ultima prosegue con l'intuizione che "i volti e i luoghi, con quella parte di noi che, come poteva, li amava" svaniscono alla memoria, ma solo "per ritrovarsi, trasfigurati, in un'altra trama.".
A questo punto Eliot sente il bisogno di sottolineare con particolare intensità ciò che nella sua convinzione sarà l'effetto finale e definitivo dell'amore, citando letteralmente un passo del capitolo 27 delle Rivelazioni dell'Amore Divino di Giuliana di Norwich: “Il peccato è inevitabile, ma / tutto sarà bene, e / ogni sorta di cose sarà bene.”. È estremamente significativo questo approdo del poeta alla teologia di Giuliana, che è fortemente ottimistica e parla dell'amore di Dio in termini di gioia e compassione per tutto ciò che è creato, in particolare per gli esseri umani. Si tratta ovviamente di un “momento di illuminazione estatica”, nel senso che la riflessione razionale e la meditazione non possono condurre alla comprensione dell'amore divino e della sua logica, ma solo l'intuizione, l'estasi, il “raggio di luce spirituale”, come dice la Nube della Non-conoscenza, il “satori”, come dice il Buddhismo Zen, sono la via che può condurre a questo risultato.
Dopo questo momento di estasi, il poeta riprende la riflessione sulla storia, in particolare richiamando alla memoria i personaggi che vissero o passarono dal villaggio, “alcuni dotati di un genio particolare, / tutti toccati da un genio comune”, che in qualche modo “si unirono nella lotta che li divideva”. Il pensiero va al re Carlo I d'Inghilterra, che vi giunse in una notte (simbolo della “notte oscura” attraverso cui noi possiamo giungere al luogo del nostro riposo), agli uomini che finirono sul patibolo in quei tempi di guerra civile (lo stesso re, l'arcivescovo di Canterbury William Laud, Thomas Wentworth ed altri seguaci del re, mandati a morte da Oliver Cromwell), ad altri “che morirono dimenticati / in altri luoghi, qui o al di là del mare”, ad uno che "morì cieco e tranquillo" (l'allusione va a John Milton, ma alcuni ipotizzano che possa trattarsi di James Joyce, morto a Zurigo il 13 gennaio 1941, al tempo della composizione del quarto quartetto).
Il poeta si chiede ora per quale motivo i morti dovrebbero essere ricordati e celebrati “più dei morenti”, intendendo per morenti sia tutti gli uomini, che vivendo si avvicinano sempre più alla morte, sia particolarmente gli uomini di oggi, che sono sempre più lontani dalla “vita interiore”, e quindi sempre più spenti e vuoti.

Eliot non pensa ad un ritorno del tempo passato, né intende evocare con un incantesimo spettri di antiche guerre (è citata qui la Rosa, come simbolo delle due fazioni che si scontrarono in Inghilterra tra il 1455 e il 1485, nella Guerra delle due rose), o resuscitare vecchie fazioni politiche o seguire “parole d'ordine” ormai stantie. “Questi uomini, e quelli che si opposero loro / e quelli contro cui essi si opposero / accettano la legge del silenzio / e sono tutti riuniti in un singolo partito”, il partito dei morti, di coloro che hanno lasciato il tempo per approdare all'eternità.
Eliot conclude il tempo affermando che “qualunque cosa noi abbiamo ereditato dai vincitori / noi abbiamo preso dai vinti / quello che avevano da lasciarci: un simbolo / un simbolo perfetto nella morte.”, il che significa che la vera eredità lasciata a noi consiste nella comprensione della vanità delle rivalità, degli scontri, delle lotte nella dimensione del tempo, quando il punto d'arrivo per tutti, vincitori e vinti, è comunque la morte, intesa come ingresso nell'eternità (questo passo richiama uno dei temi principali contenuti nel libro del Qoelet, un altro verso del quale era già stato citato da Eliot nel primo tempo di East Coker).
A chiusura del tempo, il poeta riprende la frase di Giuliana di Norwich, fondendola con il desiderio della purificazione del motivo dell'azione, che nel terzo tempo di East Coker era stato dichiarato “perduto” dagli uomini del nostro tempo, e affermando che ciò può accadere rifacendosi al fondamento della nostra preghiera, che nelle Rivelazioni di Giuliana viene identificato con Dio: “E tutto sarà bene e / ogni sorta di cose sarà bene / con la purificazione del motivo / nel fondamento della nostra supplica.”.

### IV tempo
Il quarto tempo è una brevissima lirica sull'Amore divino, che non è altro che fuoco, ed è la Persona divina dello Spirito Santo, simbolicamente rappresentato dall'immagine della colomba fiammeggiante, immagine che già era apparsa all'inizio della seconda parte del secondo tempo, con un significato però totalmente opposto di distruzione e di morte (la colomba è qui invece simbolo dello Spirito divino che scende sulla terra, ed il fuoco ricorda la discesa dello Spirito Santo nel giorno della Pentecoste). Viene esplicitamente dichiarato che è solo questo fuoco che ha il potere di redimere gli uomini, liberandoli da “peccato ed errore”.
Eliot afferma che "la nostra unica speranza, o disperazione", consiste nella possibilità (ma anche nella necessità) di "scegliere tra un rogo e un altro rogo", intendendo il fuoco dell'amore divino o quello dell'amore di sé. Solo qualcosa che sia fuoco può redimerci dall'altro fuoco, solo ciò che sia Amore può purificare e liberare l'amore.
Richiamando ancora una volta un passo di Giuliana di Norwich, il poeta prosegue chiedendosi chi è stato a predisporre un tale strumento di purificazione, che è anche nello stesso tempo sofferenza e lotta: “Chi dunque progettò il tormento? Amore.”. Amore è per Eliot “il Nome non familiare / dietro le mani che tesserono / l'intollerabile camicia di fuoco / che il potere umano non può togliere.”. Il riferimento è qui al mito del centauro Nesso, e alla camicia intinta nel suo sangue che, indossata da Eracle, lo condusse alla morte consumandolo nel fuoco, ma portò anche alla sua ascesa nell'Olimpo, tra gli dèi.
Questa camicia di fuoco è stata da alcuni vista come il peso e la gabbia intollerabile della nostra natura umana, che è perennemente in conflitto coi nostri desideri, che per loro natura tendono sempre al loro appagamento assoluto, alla pienezza senza limiti, ma che vengono costantemente sconfitti e vanificati dalla nostra debolezza, dalla nostra limitatezza, dalla nostra impotenza. La soluzione e la vittoria di questo conflitto possono essere raggiunte unicamente dal fuoco dell'Amore divino, che solo ha il potere di realizzare in pieno i nostri desideri. In mancanza di esso, ci resta solamente il fuoco del desiderio, che ci consuma senza fine e che non avrà mai sosta né riposo.
Eliot conclude questa quarta parte con la constatazione che “noi solamente viviamo, solamente sospiriamo / incendiati da un fuoco o dall'altro.”.
Risuonano in questa conclusione i versi finali della terza parte della Terra desolata (Il Sermone del Fuoco, 307-311), in cui Eliot, fondendo tra loro in modo mirabilmente perfetto il Sermone del Fuoco di Buddha con un passo delle Confessioni di Sant'Agostino, aveva già messo a confronto i due tipi di fuoco, quello umano dei desideri e delle passioni con quello divino, che anche in quel caso scendeva dal cielo per “cogliere” e liberare l'uomo: “A Cartagine poi venni / / bruciando bruciando bruciando bruciando / o Signore Tu mi cogli / o Signore Tu cogli / / bruciando”.

### V tempo
Possiamo dire che il quinto tempo è sicuramente l'apice, il culmine, il punto di congiunzione e di estrema fusione di tutti i principali elementi apparsi in tutti i quattro quartetti. Anche se tali immagini vengono solo accennate, è da sottintendersi il richiamo integrale del testo che le evocava, in una sintesi che le accoglie e le armonizza integralmente tra loro. Qui Eliot usa la sua eccezionale capacità di citare interi libri, o visioni, o sensazioni, richiamandoli anche solo con un'unica, semplice parola, capacità di cui aveva dato prova anche nel finale della Terra desolata. Il risultato di tale scrittura è un'incredibile ed intensissima concentrazione di significato, e quasi ogni parola usata in questo tempo ha una valenza multipla, individuale ed universale, localizzata nello spazio e nel tempo e nello stesso tempo infinita ed eterna, in una riconquista completa del tempo e del suo significato.
Il tempo inizia richiamando il motto sullo stendardo di Maria Stuart, presentato nel primo tempo di East Coker, ed il poeta riflette sul fatto che “ciò che noi chiamiamo principio è spesso la fine / e finire è cominciare / la fine è il punto da cui noi iniziamo.” Come per analogia le parole assumono il loro vero significato nel legame con le parole che le precedono e con quelle che le seguono, “in armonia perfetta, come compagni di danza” (richiamo alla danza del villaggio, simbolo della danza del tempo, descritta sempre nel primo tempo di East Coker, come anche alla danza del fuoco nel finale del secondo tempo di Little Gidding), e come “ogni frase ed ogni parola è una fine ed è un principio”, così ogni azione, ogni attimo della nostra vita, il tempo passato, il tempo presente ed il tempo futuro acquistano il loro vero senso nei “momenti di illuminazione” che provengono dall'eternità e liberano dal vincolo del tempo. Eliot elenca qui alcuni di questi momenti, già presentati in precedenza: il patibolo (nel terzo tempo di Little Gidding), il fuoco (nel quarto tempo di Little Gidding), la gola del mare (nel quarto tempo di The Dry Salvages e nel primo tempo di Little Gidding), ”la pietra illeggibile, da cui noi incominciamo” (l'immagine della “casa”, nel quinto tempo di East Coker).
Il poeta prosegue con una nuova riflessione sulla persistenza del passato nel presente, affermando che “noi moriamo con coloro che muoiono: / vedi, essi partono, e noi andiamo con loro. Noi nasciamo con i morti: / vedi, essi ritornano, e ci portano con loro.”. Eliot dichiara qui che il “momento del tasso”, immagine con cui allude alla morte (già utilizzata nel quarto tempo di Burnt Norton e nel quinto di The Dry Salvages), ed il “momento della rosa”, simbolo della vita e dell'amore (richiamo della visione del “giardino delle rose”, evocata nel primo tempo di Burnt Norton, nel quarto tempo di East Coker e nel secondo di Little Gidding) “hanno uguale durata”, ossia possiedono la stessa importanza, la stessa permanenza nel tempo, la stessa funzione di “porta” verso l'eternità.
Il poeta riprende la sua riflessione sulla storia (già presentata nel terzo tempo di Little Gidding) affermando che “un popolo senza storia / non è redento dal tempo” (il tema della redenzione del tempo e dal tempo era presente fin dall'inizio di Burnt Norton), “perché la storia è una trama / di momenti senza tempo.” (richiamo al penultimo verso del primo tempo di Little Gidding). “Così, mentre si fa buio” (richiamo al significato della “notte” come percorso oscuro verso la vita, già citato nel terzo tempo di East Coker e nel primo di Little Gidding), “un pomeriggio d'inverno” (risuona qui la “primavera di mezzo inverno”, all'inizio del primo tempo di Little Gidding), “in una cappella appartata / la storia è adesso e l'Inghilterra.” (collegamento con l'ultimo verso del primo tempo di Little Gidding).
A questo punto Eliot inizia la seconda parte del tempo con la citazione della parte finale di una frase dal secondo capitolo della Nube della Non-conoscenza: “Con l'attrazione di questo Amore e la voce di questa Chiamata” che richiama l'intero concetto espresso dall'anonimo mistico del XIV secolo: “Com'è infelice quel cuore che, addormentato nella pigrizia, non si desta alle sollecitazioni del suo Amore e alla voce della sua Chiamata”. La “Chiamata” è per Eliot quella che noi sentiamo nei “momenti di illuminazione”, è la chiamata dell'Amore, ed è l'unica cosa che possa dare un senso definitivo e pieno alla nostra esistenza. La frase citata da Eliot appare isolata, come sospesa nel vuoto (il verso è staccato dai precedenti e da quelli che lo seguono), con una valenza e un'efficacia potentissima, simile nella sua "risonanza" musicale all'accenno all'Incarnazione nel finale di The Dry Salvages ed alla frase di Giuliana di Norwich nel terzo tempo di Little Gidding.
Il poeta prosegue con il tema dell'esplorazione già presentato nel finale di East Coker (il tema di Ulisse) fuso insieme con il tema di Maria Stuart sulla fine che è principio: "Noi non cesseremo mai di esplorare / e la fine di tutto il nostro esplorare / sarà giungere dove siamo partiti / e conoscere il posto per la prima volta.". Altri momenti di illuminazione vengono qui presentati e concatenati in rapida successione, come in uno stretto finale di una fuga: "il cancello ignoto e ricordato" (allusione ancora al “giardino delle rose” di Burnt Norton), "quando l'ultima terra da scoprire / è quella del nostro principio" (ritorno del tema di Maria Stuart), la “fonte del fiume più lungo” (il grande fiume citato nel primo tempo di The Dry Salvages, simbolo dello scorrere del tempo e della vita), “la voce arcana della cascata” (il tema dell'acqua che scorre incessante, sempre presente in The Dry Salvages), “e i bambini tra i rami del melo / ignorati, perché inattesi” (l'immagine estatica dei bambini nascosti tra le foglie nel primo tempo di Burnt Norton), “ma uditi, sì e no, nel silenzio immobile / tra un'onda e l'altra del mare” (l'immagine del mare immenso è già apparsa nella seconda parte del primo tempo di The Dry Salvages).
Appare a questo punto la ripetizione del verso 37 del quinto tempo di Burnt Norton, con un'efficacia di reminiscenza estatica intensissima: “Su, presto, qui, ora, sempre...” e il finale prosegue con l'intuizione della necessità di una “semplicità totale / (che costa non meno di ogni cosa)”, finché riappaiono le parole di Giuliana di Norwich, come profezia di una gioia finale definitiva ed assoluta: “e tutto sarà bene e / ogni sorta di cosa sarà bene”. La gioia viene descritta con similitudini dantesche piene di significato: il fuoco dell'amore divino e la rosa della vita, della bellezza, del desiderio vengono uniti e fusi tra loro in una visione che richiama contemporaneamente la “candida rosa” (Paradiso, XXXI, 1) e il “foco dell'alto lume” (Paradiso, canto XXXIII, 115-120), ma nello stesso tempo il fuoco resta associato alle visioni apocalittiche del secondo tempo di East Coker e di Little Gidding, e la rosa richiama la memoria dell'infanzia evocata in Burnt Norton. In questo caso veramente si giunge alla totale coincidenza degli opposti ed all'armonia completa tra il principio e la fine, con il raggiungimento finale della salvezza mediante l'amore: “quando le lingue di fuoco si incurvino / nel nodo di fuoco in corona / e il fuoco e la rosa siano uno.”.

## Tematiche
Riguardo al rinnovamento, Eliot credeva che fosse necessaria la sofferenza di tutta la società prima che potesse iniziare una nuova vita. La comunità originaria di Little Gidding era stata creata allo scopo di poter vivere secondo le regole monastiche, ma essa venne danneggiata e dispersa dall'esercito dei Puritani durante la Guerra civile inglese nel 1646. La chiesa, che era il centro della comunità, venne restaurata una prima volta nel 1714 e successivamente nel 1853. L'immagine del rinnovamento religioso viene unita a quelle dei raid aerei su Londra, dei continui combattimenti e della distruzione nel mondo. Questa immagine composita viene utilizzata per discutere la connessione di alcuni luoghi santi con lo Spirito Santo, la Pentecoste, la comunione con i morti, e il ripetersi della storia. Il tema è sviluppato internamente anche alle poesie della raccolta; l'immagine del giardino delle rose alla fine di Little Gidding è la stessa che inizia Burnt Norton e il viaggio diventa pertanto circolare. Inoltre, la descrizione di come opera il tempo nel poema è simile a quella rappresentata nell'opera teatrale The Family Reunion che Eliot aveva pubblicato nel 1939.
Come le altre poesie facenti parte dei Quattro quartetti, Little Gidding affronta il tema del passato, presente e futuro, e il posto in essi occupato dall'umanità, in quanto ogni generazione è apparentemente unita alle altre. Nel secondo tempo, il poeta incontra un fantasma che è una combinazione di diversi poeti, inclusi Dante, Swift, Yeats, ed altri. Quando il fantasma si unisce al poeta, il narratore afferma "Conoscendo me stesso e tuttavia essendo qualcun altro". Ciò suggerisce che i tempi diversi si fondono nell'unico tempo in cui le diverse personalità iniziano a fondersi, permettendo una comunicazione e un collegamento con i morti. Più avanti, nel quarto tempo, all'umanità viene offerta la scelta tra lo Spirito Santo o il bombardamento di Londra, tra la redenzione (e quindi la salvezza) o la distruzione. L'amore di Dio permette al genere umano di redimersi evitando l'inferno attraverso la purificazione col fuoco. La fine del poema descrive come Eliot abbia cercato di aiutare il mondo come poeta. Egli traccia un parallelo tra il suo lavoro col linguaggio e il lavoro sulle anime o sulla società.
Il fantasma, una combinazione di diverse figure letterarie, nel poema era originariamente chiamato "Ser Brunetto" prima che la revisione lo trasformasse in un ambiguo "tu". "Ser Brunetto" è il nome con cui Dante si rivolge nel Canto XV a Brunetto Latini, un suo vecchio insegnante che egli incontra nel terzo girone del settimo cerchio dell'Inferno, dove sono puniti i sodomiti. Eliot, in una lettera a John Hayward del 27 agosto 1942, spiegò il motivo per cui decise di togliere il nome dal testo poetico:
"Penso che riconoscerà che è stato necessario liberarsi di Brunetto per due motivi. Il primo è che la figura visionaria ora è divenuta un po' più definita e verrà senza dubbio identificata da alcuni lettori con Yeats, benché io non intenda nulla di così preciso. Tuttavia, io non desidero assumermi la responsabilità di mettere Yeats o chiunque altro nell'Inferno e non voglio attribuirgli il vizio particolare che portò Brunetto là. In secondo luogo, quantunque il riferimento a quel Canto sia da intendersi come esplicito, desidero che l'effetto di tutta la scena sia 'Purgatoriale', il che è molto più appropriato. Questo ci porta al riferimento al 'nuotare nel fuoco' che lei ricorderà alla fine del Canto XXVI del Purgatorio, dove si trovano i poeti."
Il tema del nuotare attraverso il fuoco è collegato alla descrizione di Guido Guinizelli, un poeta che influenzò Dante, il quale lo descrisse appunto nel Canto XXVI del Purgatorio. Tuttavia, l'immagine del nuoto venne trasformata in un'immagine di danza (una figura che appare nella poesia di Yeats) nelle fiamme del Purgatorio. il critico Dominic Manganiello suggerisce che, combinando l'immagine della danza con la purificazione, Eliot fonde gli argomenti poetici di Dante e di Yeats.

## Fonti
Ad un punto nella poesia, Eliot usa la struttura metrica dantesca della terza rima. In una conferenza tenuta nel 1950, egli discusse su come era riuscito ad imitare Dante in Little Gidding e sulle sfide che aveva dovuto affrontare. La conferenza si incentrò anche sulla forma della struttura utilizzata e su come la poesia di Dante fosse diventata il modello della poesia religiosa e della poesia in generale. Oltre a Dante, molte immagini utilizzate in Little Gidding sono allusioni a precedenti opere di Eliot, specialmente agli altri poemi della raccolta dei Quattro quartetti.
Eliot utilizzò altre fonti letterarie nel poema: Stéphane Mallarmé, W. B. Yeats, Jonathan Swift, Arnaut Daniel, il balletto Le Spectre de la Rose interpretato da Vaclav Nižinskij, e l'Amleto di Shakespeare. Alcune immagini religiose sono state tratte dagli scritti di Giuliana di Norwich, altre si collegano alla vita e morte di Thomas Wentworth, William Laud, Carlo I d'Inghilterra, e altre ancora si rifanno a John Milton. Eliot si ispirò alle enunciazioni teologiche dell'opera In Memoriam A.H.H. di Alfred Tennyson e della poesia The Impercipient nella raccolta del 1898 Poesie del Wessex di Thomas Hardy. Anche la Bibbia giocò un ruolo importante nel poema, specie nelle discussioni sullo Spirito Santo e sulla Pentecoste. Molti commentatori hanno rilevato l'influenza di George Herbert nella poesia, ma Eliot, in una lettera ad Anne Ridler del 10 marzo 1941, affermò che stava cercando di evitare simili riferimenti in Little Gidding.

## Giudizio della critica
Critici come Malcolm Cowley e Delmore Schwartz esprimono delle emozioni contrastanti sulla religiosità del poema. Cowley mette in evidenza la sua natura mistica e come i suoi temi siano più vicini al Buddhismo che all'Anglicanesimo sottolineando tuttavia il suo apprezzamento di molti passaggi. Anche Schwartz menziona le immagini Buddhiste esprimendo comunque la sua ammirazionre per molti versi della poesia. F. B. Pinion crede che il quarto tempo del poema "sia costato ad Eliot più difficoltà e fatica di ogni altro passaggio della stessa lunghezza che abbia mai scritto, e che sia il suo più grande risultato di tutti i 'Quartetti'." E. M. Forster non ha apprezzato l'enfasi messa da Eliot sul dolore rispondendo: "Naturalmente esiste il dolore nella vita di ogni individuo... non lo puoi evitare... e così via. Ma perché dovrei ricercare l'approvazione del precettore e la santificazione del prete fino a quando il fuoco e la rosa siano uno quando una gran parte di esso è causata dalle malattie e dagli uomini? È in questo che Eliot diventa insoddisfacente come profeta." Scrivendo nel 2003, Roger Scruton ha detto che in Little Gidding Eliot ha raggiunto "quello per cui invidiava Dante — cioè una poesia della fede, in cui la fede e le parole siano uno, e in cui la riflessione non possa essere pienamente apprezzata senza tener conto anche di un linguaggio espressivo controllato e bellissimo".